# Clossiana eldorado
Clossiana eldorado är en fjärilsart som beskrevs av Embrik Strand 1915. Clossiana eldorado ingår i släktet Clossiana och familjen praktfjärilar. Inga underarter finns listade.